# Mantoides licinius
Mantoides licinius är en fjärilsart som beskrevs av Druce 1896. Mantoides licinius ingår i släktet Mantoides och familjen juvelvingar. Inga underarter finns listade i Catalogue of Life.